# Храм Антоніна та Фаустіни
Храм Антоніна та Фаустіни — храм на Римському форумі, побудований в 141 році за наказом імператора Антонія Пія на честь його померлої дружини Фаустіни. Після смерті імператора храм присвятили і йому: «Divo Antonino et Divae Faustinae ex S(enatus) C(onsulto)»: Божественному Антоніну і божественній Фаустині за рішенням Сенату. Целла прикрашена рельєфами та орнаментами.
У XI столітті храм переробили на церкву Св. Лоренцо (San Lorenzo in Miranda), тому будинок добре зберігся до наших днів.

## Галерея

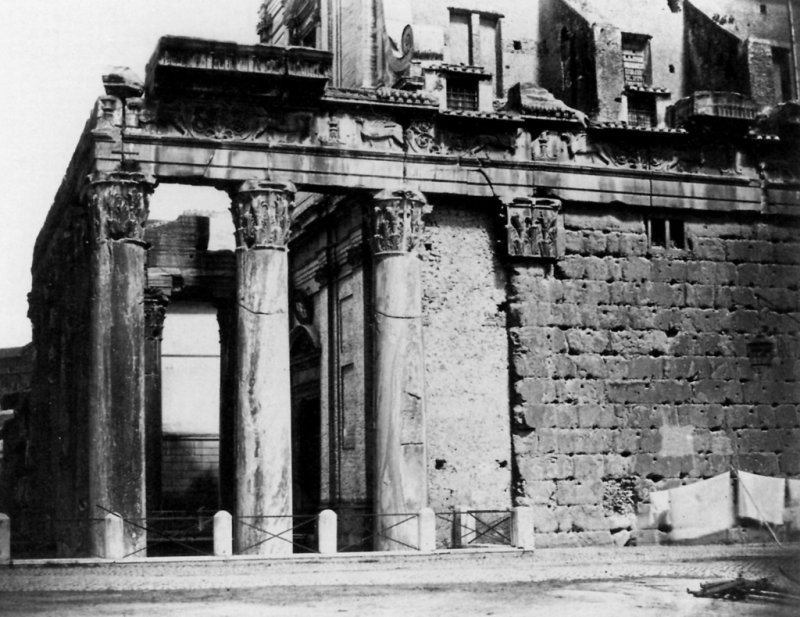
Храм у 1860, рівень ґрунту відповідає рівню бронзових дверей церкви
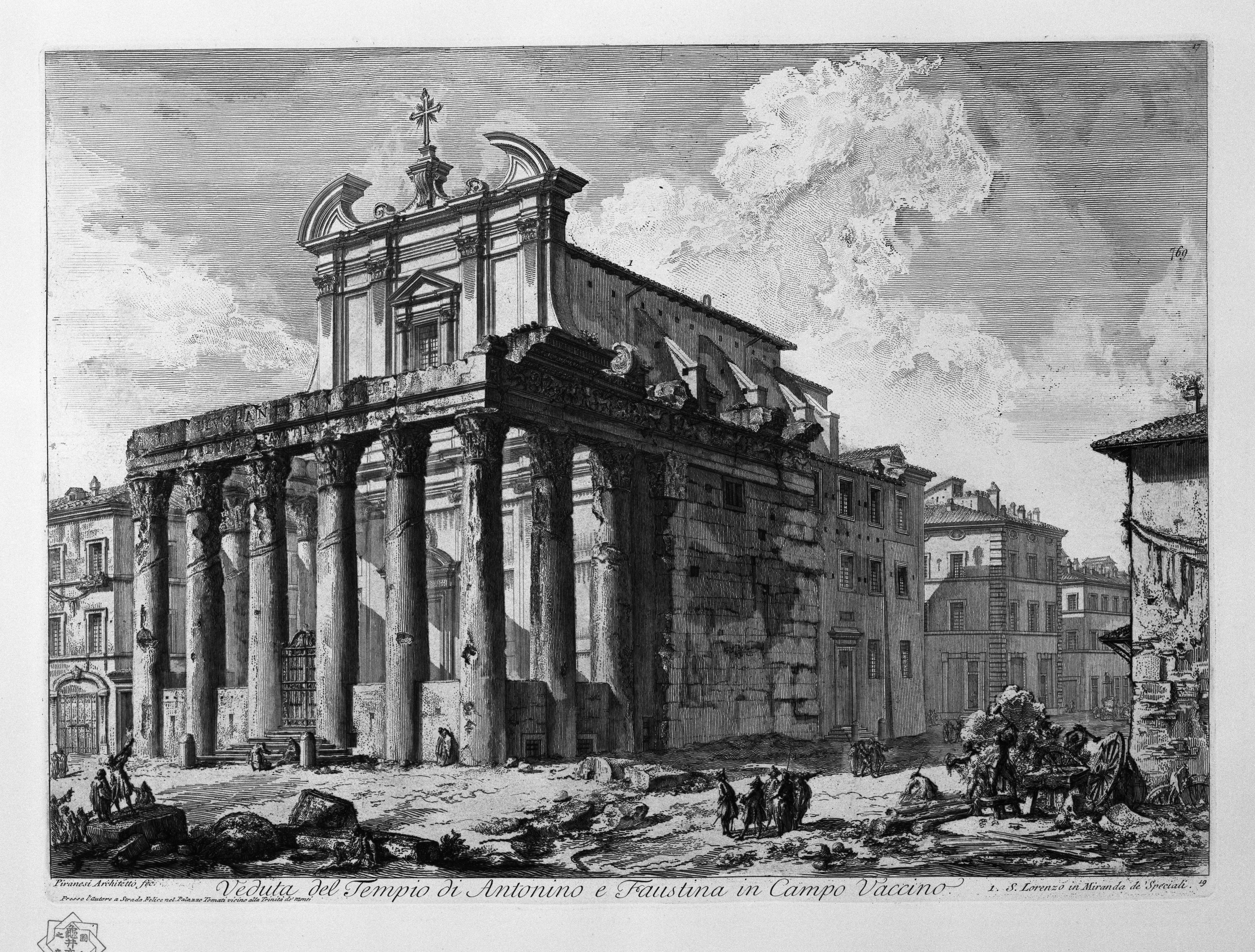
У XVIII столітті, гравюра Піранезе
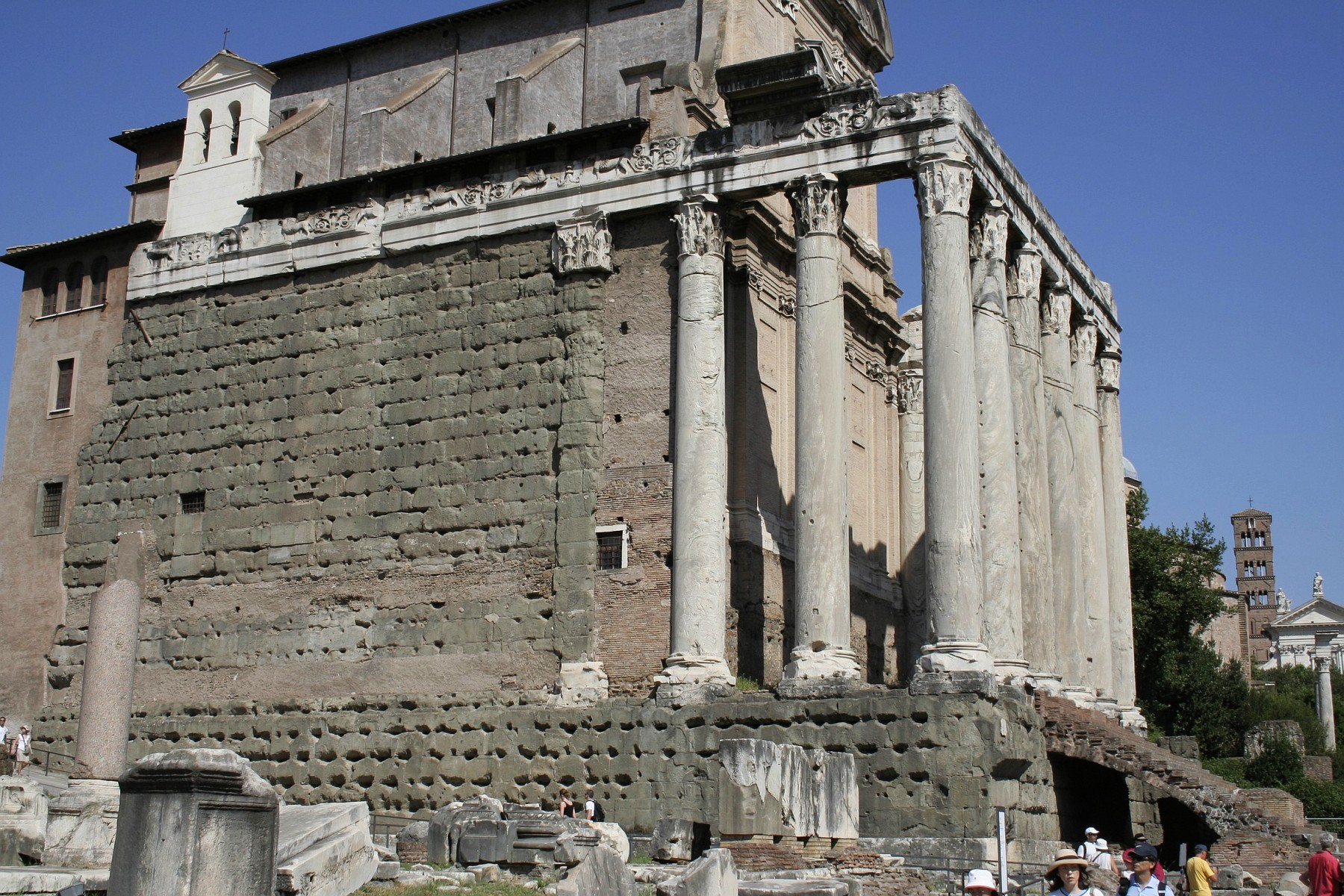
Вид з римського форуму
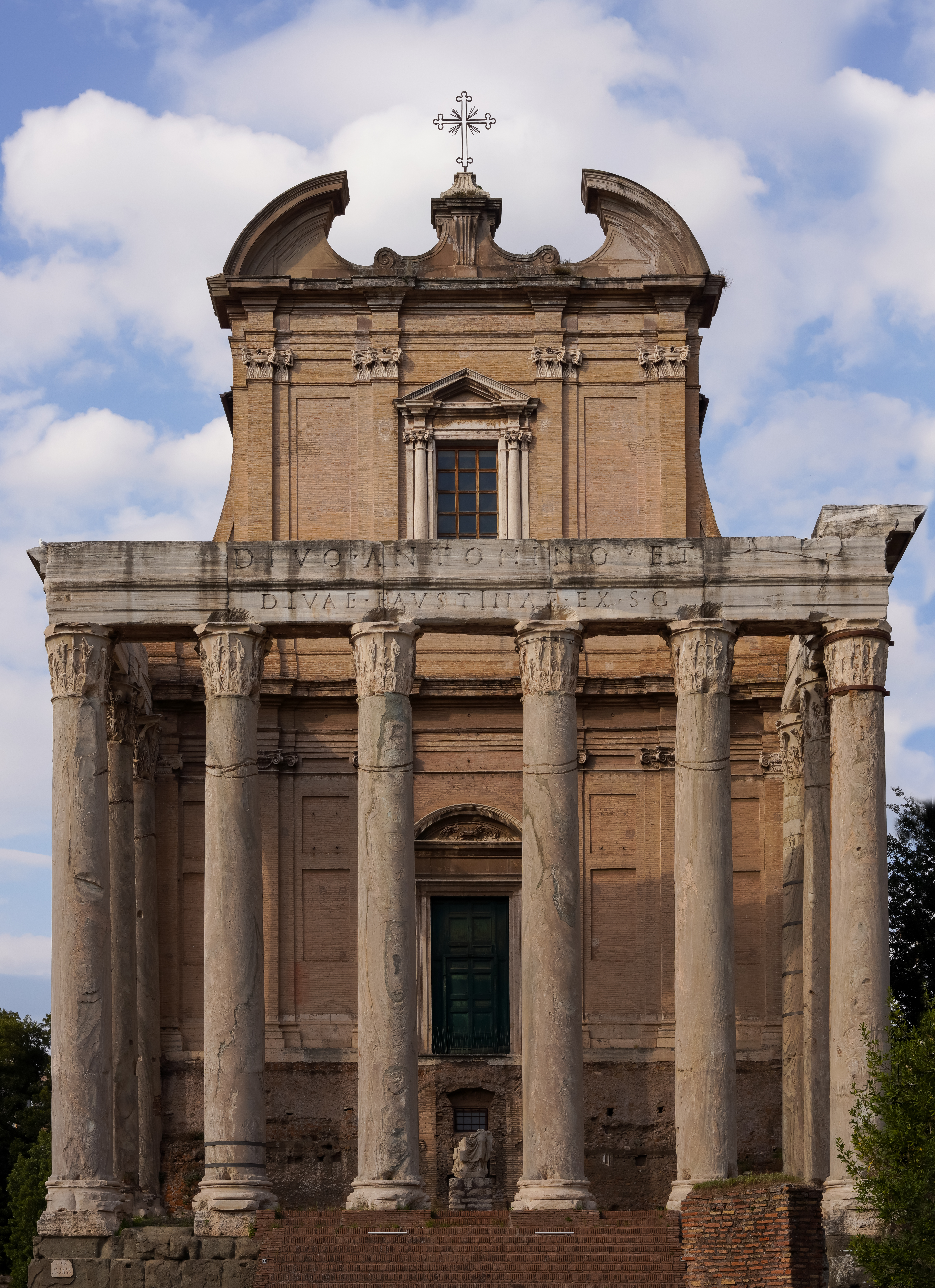
Храм Антоніна та Фаустіни
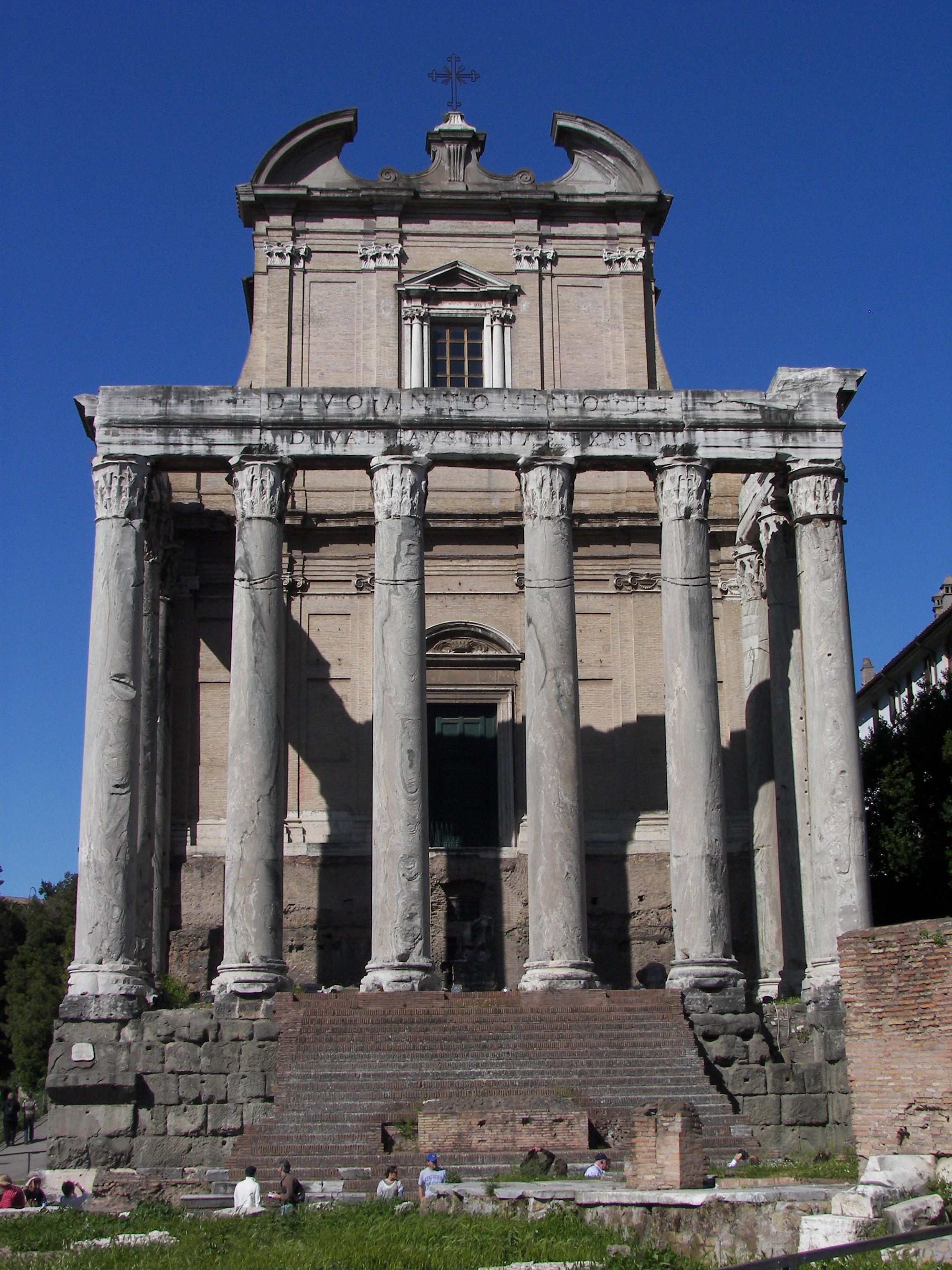
Вид з переду
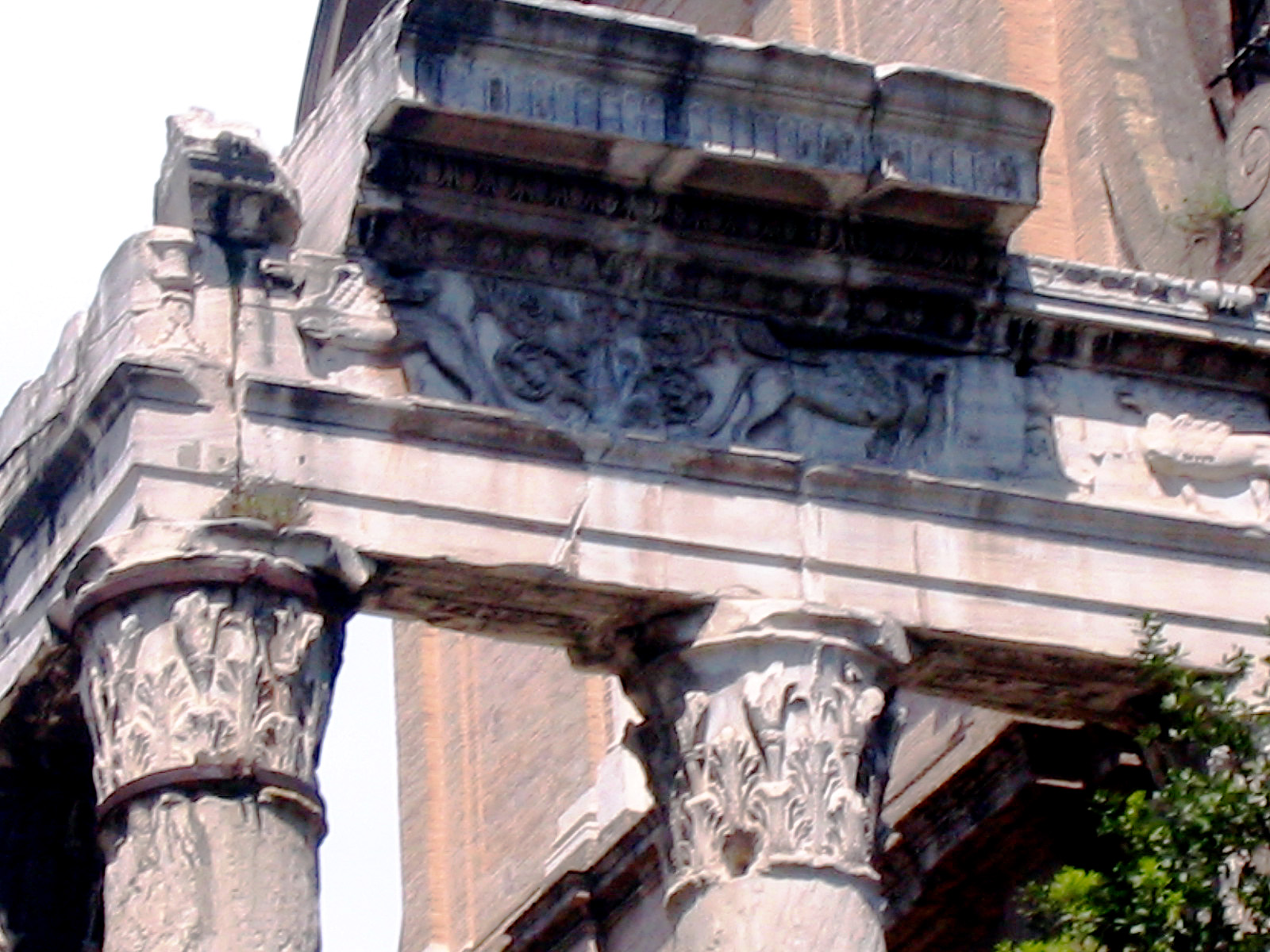
Деталь з різними декоративними мотивами
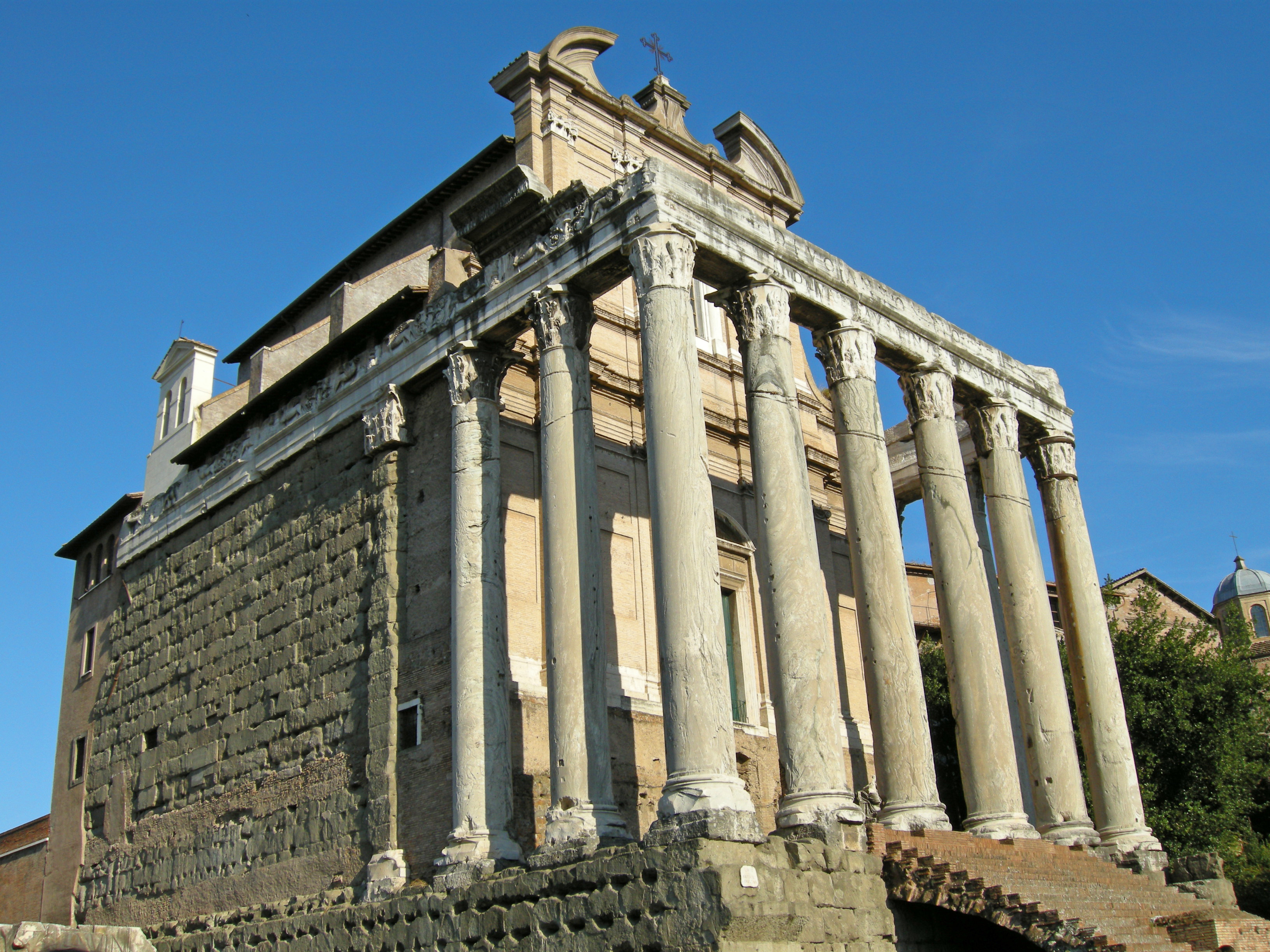
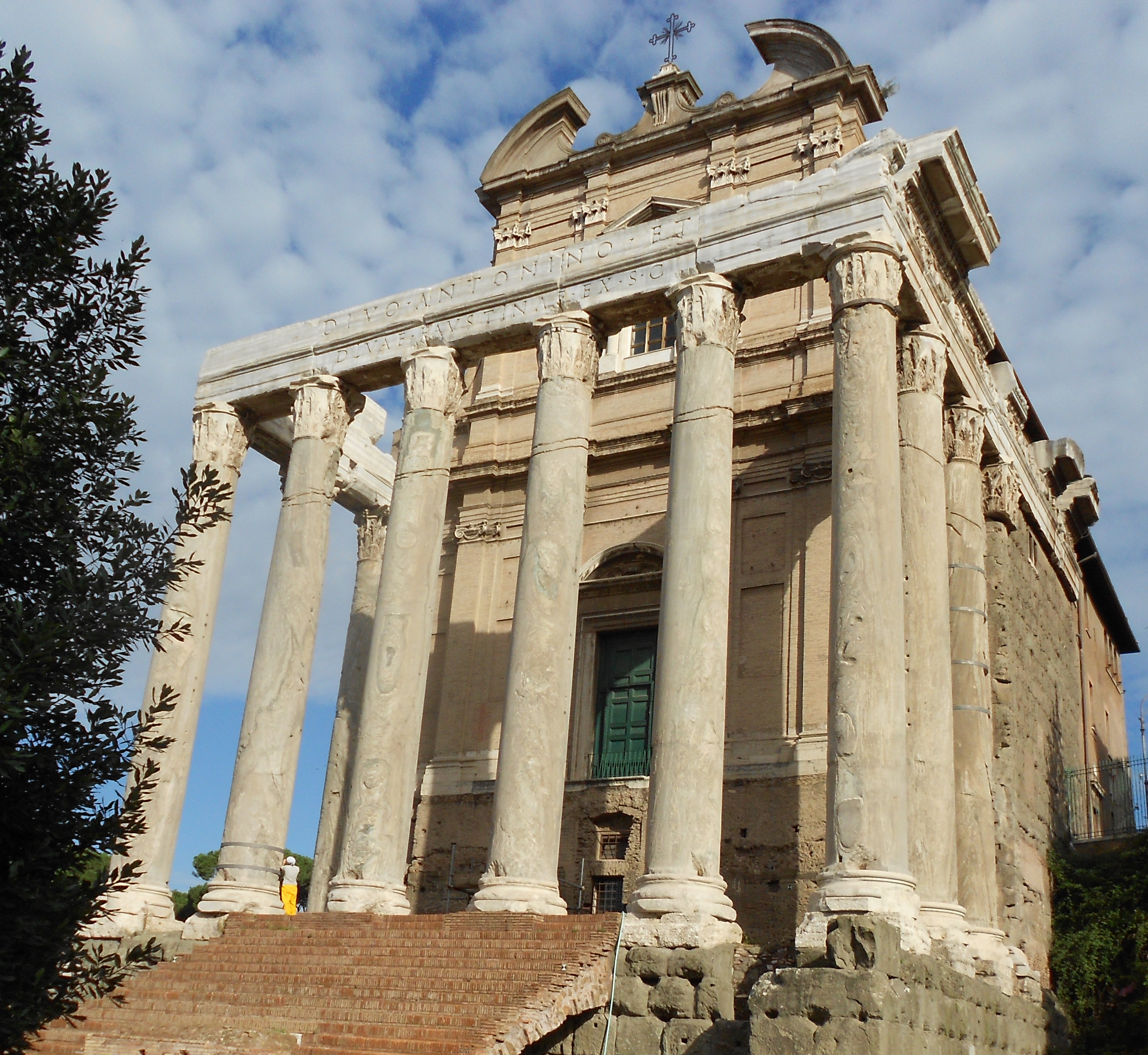
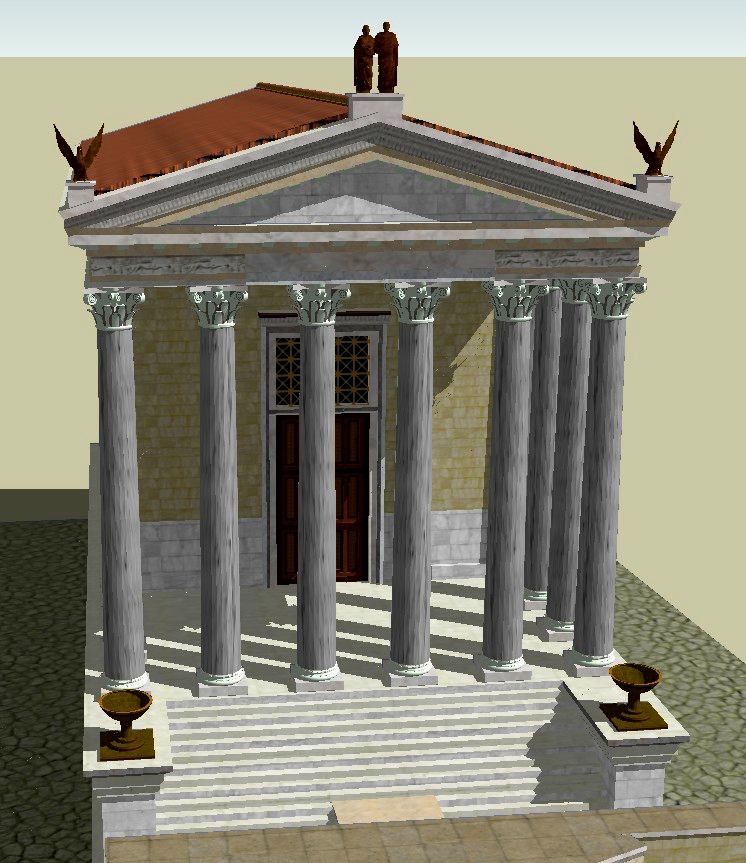
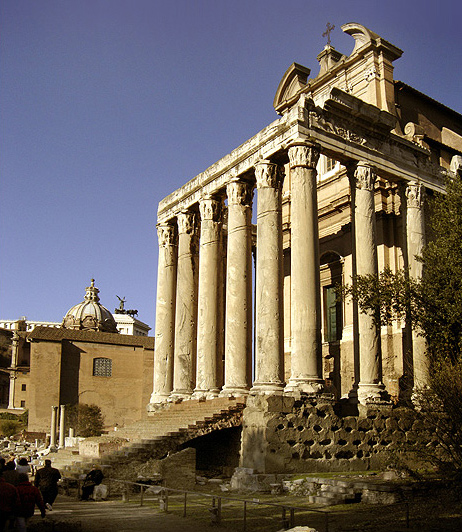
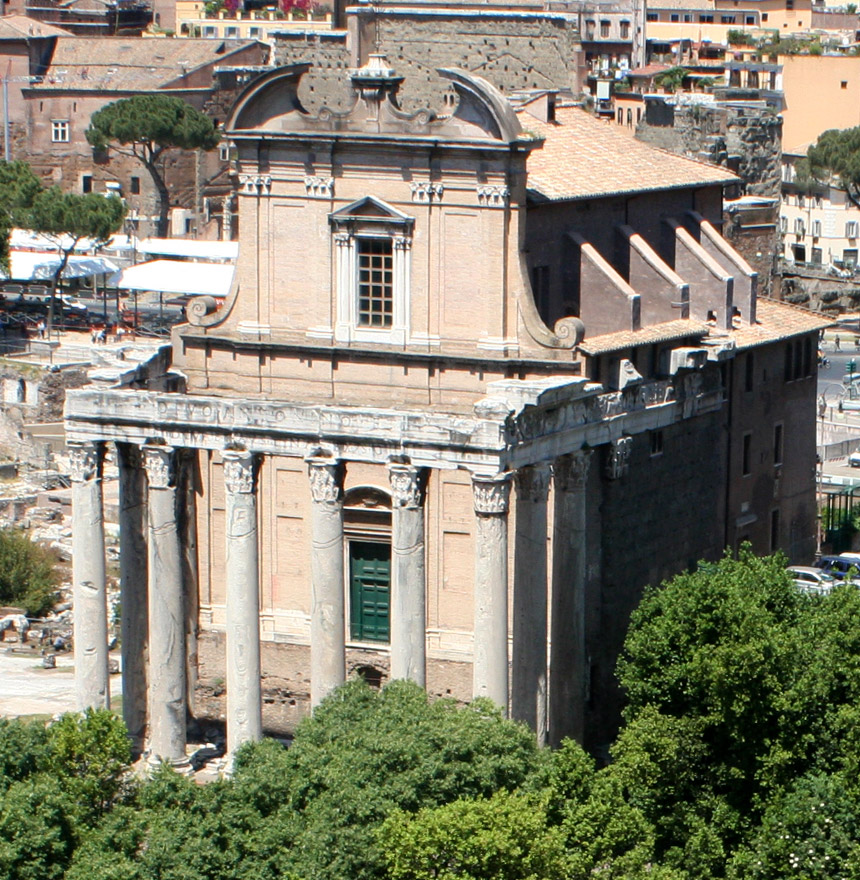